# Carl Martin Franz Gebhardt
Carl Martin Franz Gebhardt, auch Karl bzw. Carolus Martinus Franciscus Gebhard (* 25. September 1750 in Udestedt im Erfurter Staat (Kurfürstentum Mainz); † 3. Dezember 1813 in Erfurt) war ein deutscher evangelisch-lutherischer Pfarrer, Hochschullehrer, Herausgeber und Verfasser geistlicher Lieder.

## Leben
Gebhardt wurde als Sohn des Schulmeisters und Organisten Johann Ernst Friedrich Gebhardt und Johanne Dorothea, geb. Wedekind, geboren, besuchte das Ratsgymnasium in Gotha und studierte dann Philosophie und Theologie in Jena. Nach dem Studium arbeitete er als Hauslehrer und als Lehrer an einer Schule in Erfurt. Im Jahr 1777 wurde er ordiniert und betreute als Pfarrer die Gemeinden von Hayn und Schellroda. Nach drei Jahren wechselte er nach Schallenburg und wurde im Jahr 1785 als Diakon an die Gemeinde von St. Andreä in Erfurt berufen.
Dort stieg er 1791 zum Pfarrer auf, übernahm im selben Jahr als ordentlicher Professor einen Lehrstuhl für Theologie an der Universität von Erfurt und wirkte als Oberschulrat und Inspektor des Evangelischen Waisenhauses. 
Gebhardt war seit 1782 mit Susanna Juliana Regina Büchner († 1827), Tochter des Kommerzienrats und Stadtkämmerers Johann Heinrich Büchner, verheiratet; aus der Verbindung ist ein Sohn, der spätere Beamte Heinrich Ernst Zacharias Gebhardt (* 1785), namentlich bekannt.

## Werk

### Gesang- und Choralbücher
Im Jahr 1796 gab Carl Martin Franz Gebhardt zusammen mit J. H. Engelhard und Kaspar Friedrich Lossius ein neues Evangelisches Kirchengesangbuch heraus, das mehrere Auflagen erlebte und zu dem er auch eigene Lieder und Liedbearbeitungen beisteuerte. Als Mitherausgeber betreute Gebhardt auch das 1811 in Erfurt und Weimar verlegte Vollständige, rein und unverfälschte Choral-Melodienbuch zum Gebrauch der vorzüglichsten protestantischen Gesangbücher in Deutschland.

### Lieder (Auswahl)
- Auf, dankt dem Herrn, denn er ist groß
- Aus Jakobs Stamm ging einst sehr klar
- Dank sei, Gott, in der Höhe, in dieser Morgenstund
- Ich komm, o Jesu, hier vor deine Gnadentür
- Ich will zu aller Stund (zu Psalm 34)
- Jesu Christ, du, du bist mein im Leben
- Jesu Leiden, Pein und Tod, Jesu tiefe Schmerzen
- O Gott, erhöre unsre Bitt
- O heiliger Geist, o heiliger Gott